# Gasteracantha parangdiadesmia
Gasteracantha parangdiadesmia là một loài nhện trong họ Araneidae.
Loài này thuộc chi Gasteracantha. Gasteracantha parangdiadesmia được Alberto Barrion & James A. Litsinger miêu tả năm 1995.